# Teatro romano di Ventimiglia
Il teatro romano di Ventimiglia, o teatro di Albintimilium, risale alla fine del II secolo e all'inizio del III secolo d.C. e sorge al limite nord-occidentale dell'area cittadina, vicino alla necropoli. È certo che per erigerlo vennero demoliti edifici già esistenti come un tratto delle mura occidentali e parte della torre sud della Porta di Provenza. Venne scoperto superficialmente nel 1877 da Girolamo Rossi; continuò i lavori, rinvenendone circa i due terzi, la compagnia di Pietro Barocelli. Lo scavo fu terminato nei decenni successivi da Nino Lamboglia.
Il teatro misura 21 metri di diametro interno e poteva contenere un massimo di 4 o 5 000 persone (capienza più che doppia rispetto a quella che appare oggi): è uno dei più piccoli teatri romani conosciuti. La struttura ridotta ed essenziale suggerisce che in questo teatro venissero messi in scena spettacoli di varietà e mimi piuttosto che tragedie e commedie.
L'edificio somiglia agli altri teatri romani della Provenza sia per la pianta che per la muratura caratteristica: un opus certum, composto da corsi di piccoli blocchetti spaccati, intercalato da una doppia fila di mattoni. I gradini e le parti decorative sono in pietra della Turbie, la quale produce, per il suo colore bianco opaco, quasi l'effetto del marmo. Contrariamente all'uso comune, il teatro non venne costruito appoggiato al fianco di una collina ma per sostenere le gradinate furono eretti dei robusti muri a semicerchio, racchiudenti un terrapieno.
Il teatro venne abbandonato a partire dal IV secolo d.C. (circa un secolo dopo la sua costruzione) e ben presto venne spogliato e distrutto per far calce da destinare ad altre costruzioni. Le rovine subirono un progressivo interramento e successivamente divennero luogo di numerose sepolture.

## Descrizione
Si entra nell'area semicircolare (orchestra) attraverso il corridoio laterale (parodos) di sinistra, che costituisce l'elemento architettonico più notevole e raro del monumento, soprattutto per il fatto che è ancora intatto; il corridoio destro ha subito maggiore distruzione. Questi corridoi, in epoca romana, erano delle entrate laterali tra la scena e le gradinate; da lì entravano le autorità e i nobili, i quali prendevano posto su appositi sedili mobili posti ai piedi della gradinata (subsellia) sulla fascia lastricata in pietra della Turbie conservata tuttora.
Il resto dell'orchestra era semplicemente ricoperto da un letto ben battuto di scaglie di pietra della Turbie. Al centro sono infissi due blocchi con una cavità per due pertiche, destinate a sostenere la tenda (velum) che copriva gli spettatori in caso di pioggia.
Dall'orchestra si passa ininterrottamente all'area del palco (pulpitum), costruito in modo molto semplice: rispetto ad altri teatri è privo ad esempio del fosso per i meccanismi del sipario o di quello delle macchine sceniche. L'edificio di scena (scaenae frons) è conservato in tutta la sua parte basale: un grande muro spesso 4 metri sul quale erano impostate colonne e finestre per farlo sembrare la facciata di un palazzo in cui si aprono tre porte con tanto di gradini. La scena è oggi spoglia e può dare solo un'idea del suo antico aspetto. Nel retro della scena (postscaenarium) continua il letto di scaglie battute. Sul retro del muro della scena si aprono quattro vani simmetrici, usati probabilmente come deposito o per altri servizi.
Al lato del palco si trovano due grandi ambienti rettangolari (parascaenia), adibiti ai servizi del teatro. In quello a est si conserva ancora la soglia della porta che immetteva al palcoscenico e la scaletta che portava alla parte alta della scena.
La parte del teatro dove si sedeva il pubblico (cavea) era divisa in due settori (moeniana), inferiore e superiore, distinti per mezzo di un passaggio (praecinctio). Per entrare e uscire nella cavea si doveva percorrere uno dei tre corridoi a scalinata coperti (vomitoria), i quali sorreggevano la gradinata superiore (summa cavea).  Del settore superiore restano solo i muri perimetrali e radiali con il terrapieno che lo sorreggeva. I gradoni erano divisi lateralmente in due sezioni (cunei) da tre scalette (scalaria), una al centro e le altre due ai lati, intagliate nei gradoni stessi.
Il vomitorium centrale, da cui probabilmente usciva il pubblico alla fine degli spettacoli, sbocca sulla strada principale di Albintimilium. È molto plausibile che il pubblico entrasse dal vomitorium orientale, essendo collegato alla stessa strada con un grande arco monumentale intonacato, ornato da due statue (sempre in pietra della Turbie) e in origine dipinto.